# County Meath
Meath (Iers: An Mhí) is een graafschap in Ierland, en ligt in de provincie Leinster. Het heeft een oppervlakte van 2342 km², en een inwonertal van 184.135 (2011). De hoofdstad is Navan (in het Iers An Uaimh), het bestuurlijke centrum is Trim. Een belangrijke toeristische plaats is Kells, met een ronde toren en ruïnes van abdijen en kloosters.
Meaths inwonertal is de laatste jaren sterk gestegen als gevolg van de groei van Dublin. Het was eens een eigen provincie van Ierland, waar in Tara de Opperkoning van Ierland zijn zetel had. Ook heeft het een aantal bijzondere, prehistorische bezienswaardigheden, onder meer Newgrange, in de Brú na Bóinne (Paleis aan de Boyne). In de omgeving van Brú na Bóinne werd in 2023 Nationaal Park Boyne Valley opgericht.
Aan de rivier de Boyne liggen een aantal kastelen (onder meer in Slane), heeft zich de Slag aan de Boyne afgespeeld en zijn er nog vele interessante bezienswaardigheden te zien.
Op Ierse nummerplaten wordt het graafschap afgekort tot MH.

## Geschiedenis

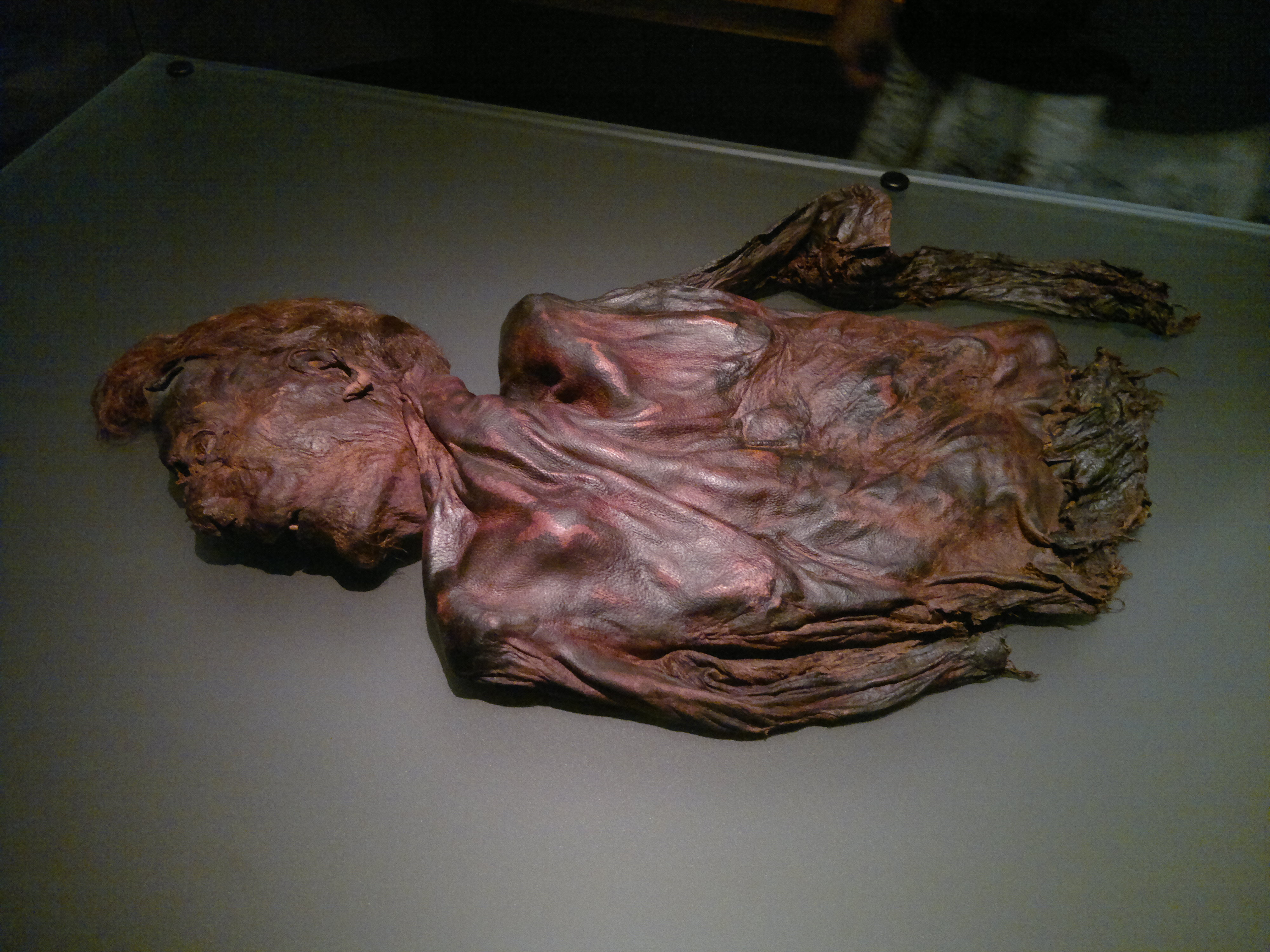
Veenlijk Clonycavan Man, National Museum of Ireland

In 2003 is in Ballivor, een klein dorp in de county tussen Mullingar en Trim, een veenlijk ontdekt. Het betreft het stoffelijk overschot van een 20- tot 25-jarige man. Hij is vermoedelijk als mensenoffer ter dood gebracht in de 4e of 3e eeuw v.Chr. In het National Museum of Ireland worden zijn resten tentoongesteld. In Daingean, 40 km verderop, werd, ook in 2003, een soortgelijke vondst gedaan.

## Plaatsen
| Engels       | Iers               | Inwoners |
| ------------ | ------------------ | -------- |
| Ashbourne    | Cill Dhéagláin     | 15.680   |
| Athboy       | Baile Atha Bui     | 2.596    |
| Bettystown   | Baile an Bhiataigh | 15.642   |
| Clonee       | Cluain Aodha       | 1.205    |
| Dunboyne     | Dún Búinne         | 7.155    |
| Dunshaughlin | Dún Seachlainn     | 6.644    |
| Enfield      | An Bóthar Buí      | 3.663    |
| Julianstown  | Baile Iúiliáin     | 681      |
| Kells        | Ceanannas          | 6.608    |
| Mullingar    | An Muileann gCearr | 22.667   |
| Laytown      | An Inse            | 2.007    |
| Loughcrew    | Loch Craobh        | -        |
| Navan        | An Uaimh           | 33.886   |
| Ratoath      | Ráth Tó            | 10.077   |
| Skryne       | Scrín Cholm Cille  | 1.400    |
| Slane        | Baile Shláine      | 1.445    |
| Trim         | Baile Átha Troim   | 9.563    |

## Geboren
- Owen Moore (1886-1939), Amerikaans acteur

## Galerij

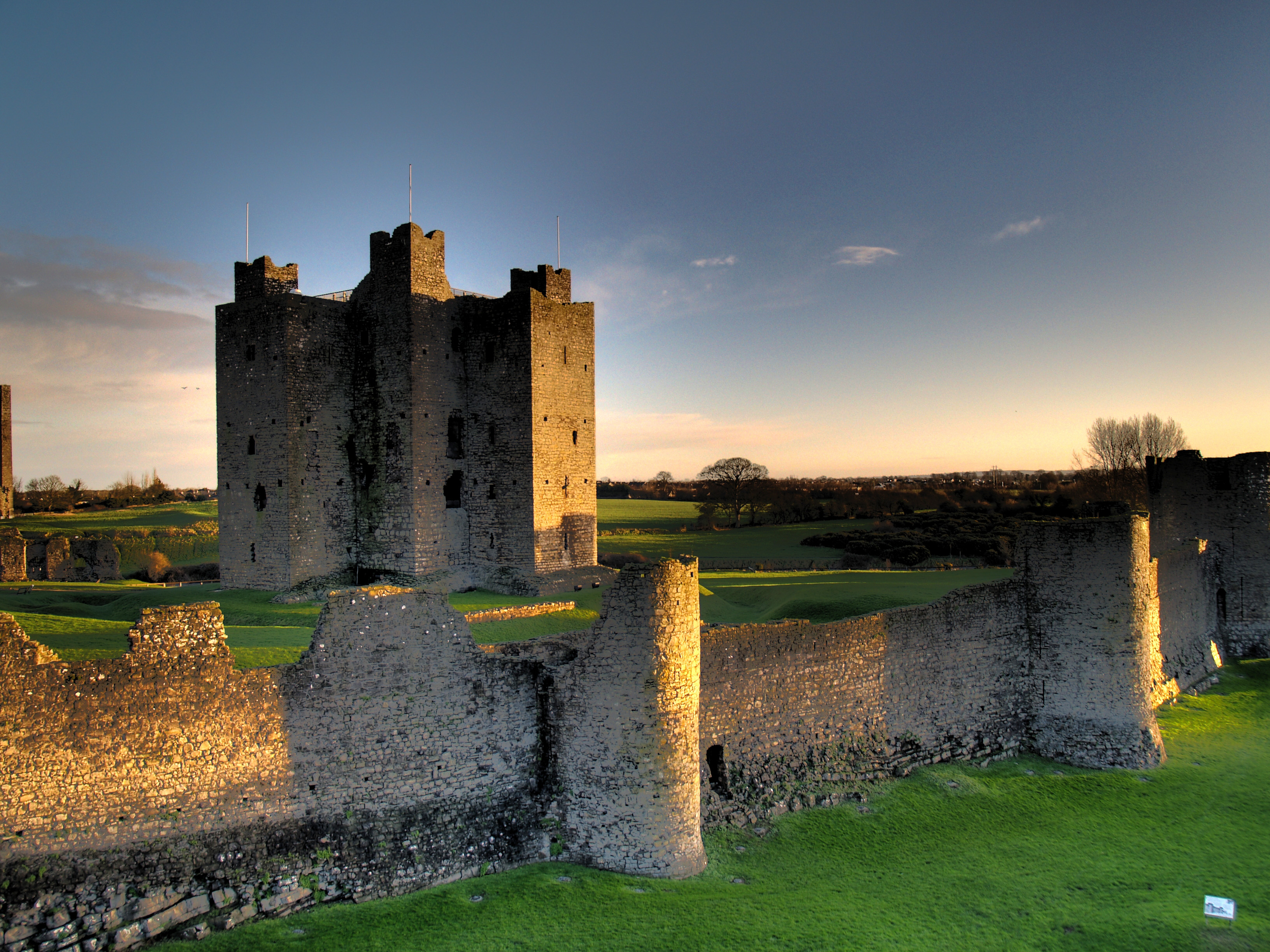
Trim Castle
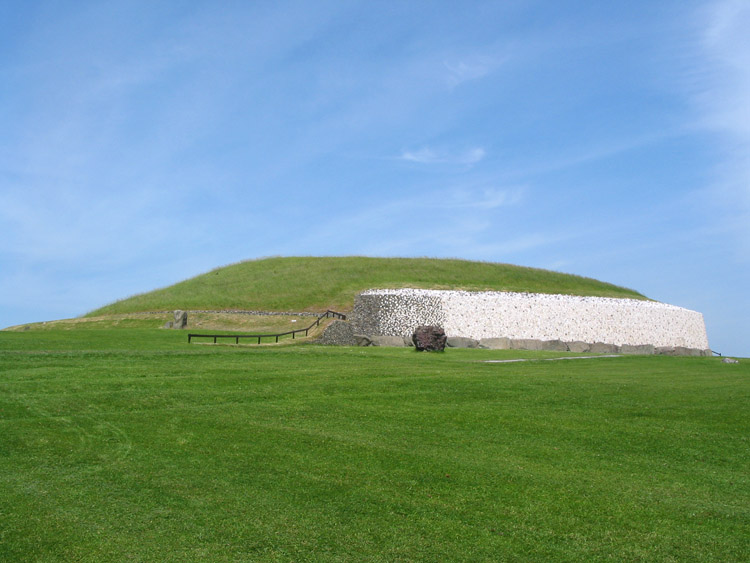
Newgrange
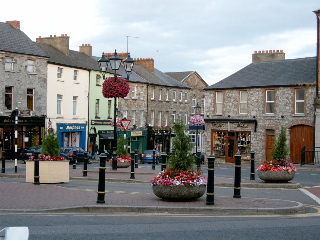
Marktplein in Navan
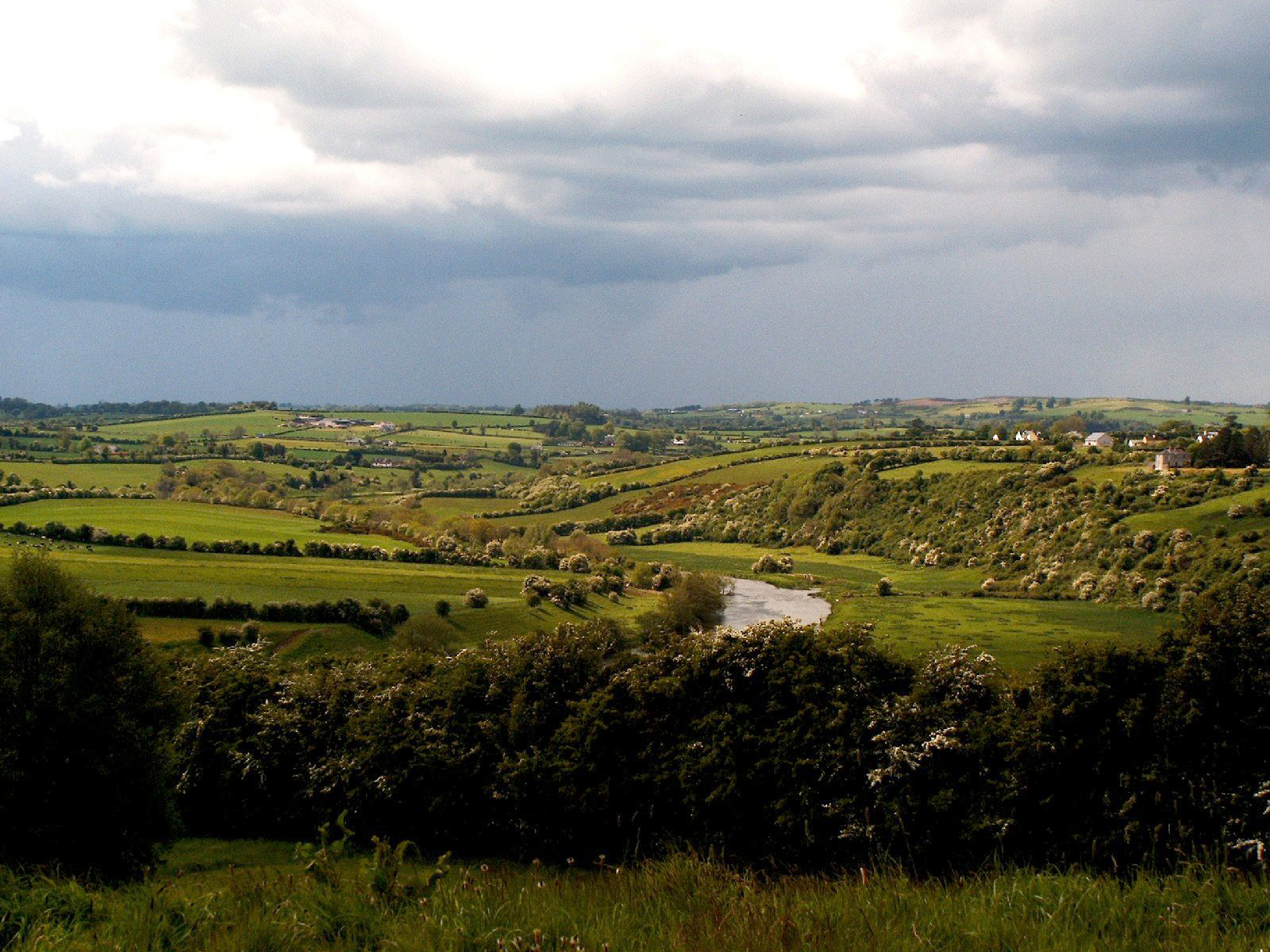
Vallei van de rivier Boyne